# امسكركيض (امسكركيض)
امسكركيض هو دُوَّار يقع بجماعة تاهلوانت، إقليم الصويرة، جهة مراكش آسفي في المملكة المغربية. ينتمي الدوّار لمشيخة امسكركيض التي تضم 5 دواوير. يقدر عدد سكانه بـ 672 نسمة حسب الإحصاء الرسمي للسكان والسكنى لسنة 2004.
يقع دوار أمسكركيض ضمن النفوذ الترابي لجماعة تهلوانت، ويتكون من مجموعة من المداشر وهي:
- أيت بيهي أومبارك.
- أيت حساين.
- أيت فارس.
- أيت واخرون.

## روابط خارجية
- البوابة الوطنية للجماعات الترابية
- المندوبية السامية للتخطيط